# Hitman (franquia)
Hitman é uma série de jogos eletrônicos de tiro em terceira pessoa e de furtividade desenvolvidos pela empresa dinamarquesa IO Interactive, publicada anteriormente pela Eidos Interactive e pela Square Enix. A IO Interactive permaneceu subsidiária da Square Enix até 2017, quando a Square Enix começou a procurar compradores para o estúdio, a IO Interactive concluiu uma operação de compra, recuperando seu status independente e mantendo os direitos de Hitman, em junho de 2017. A série está disponível no Microsoft Windows e em vários consoles de jogos eletrônicos, incluindo PlayStation 2, Xbox, GameCube, PlayStation 3, Xbox 360, PlayStation Vita, PlayStation 4 e Xbox One. A franquia também inclui dois romances e um romance gráfico: Hitman: Enemy Within, escrito por William C. Dietz, seguido por Hitman: Damnation, escrito por Raymond Benson, além de um prequela em quadrinhos Agent 47: Birth Of A Hitman.
Uma adaptação cinematográfica em 2007, que é vagamente baseada no enredo dos jogos, foi recebida negativamente, mas tornou-se um sucesso financeiro. Outro filme, Hitman: Agent 47, foi lançado em 2015, também com críticas negativas.

## Jogos
| Ano  | Título                    | Plataforma(s)                                                    |
| ---- | ------------------------- | ---------------------------------------------------------------- |
| 2000 | Hitman: Codename 47       | Windows                                                          |
| 2002 | Hitman 2: Silent Assassin | Windows, PlayStation 2, Xbox e GameCube                          |
| 2004 | Hitman: Contracts         | Windows, PlayStation 2, Xbox e Mac OS X                          |
| 2006 | Hitman: Blood Money       | Windows, PlayStation 2, Xbox e Xbox 360                          |
| 2012 | Hitman: Absolution        | Windows, PlayStation 3 , Mac OS X e Xbox 360                     |
| 2014 | Hitman Go                 | iOS, Android e Windows Phone                                     |
| 2015 | Hitman: Sniper            | iOS e Android                                                    |
| 2016 | Hitman                    | Windows, Playstation 4, Xbox One                                 |
| 2018 | Hitman 2                  | Windows, Playstation 4, Xbox One                                 |
| 2021 | Hitman 3                  | Windows, Playstation 4, Playstation 5, Xbox One, Xbox Series X/S |